# Japanese Girl (álbum)
Japanese Girl (estilizado en mayúsculas) es el primer álbum de estudio de la cantante japonesa Akiko Yano, publicado a finales de julio de 1976 por Philips Records.

## Recepción de la crítica
Bryon Hayes, escribiendo para Exclaim!, le otorgó una calificación de 7/10 y comentó: “Con una entrega vocal similar a la de Kate Bush, Yano sale balanceándose con un tono poderoso que se balancea y oscila sin esfuerzo [...] Es evidente de inmediato por qué el lanzamiento de Japanese Girl creó tanto revuelo en su país de origen y convirtió a Yano en una sensación de la noche a la mañana”. El sitio web Jazz Syndicate lo llamó “uno de los álbumes japoneses más importantes de los años 1970”. El personal de The Government Center dijo: “La composición es excelente, las voces asombrosas y la amplitud de estilos inmensa. Muy recomendable”.

## Lista de canciones
Todas las canciones escritas y compuestas por Akiko Yano, excepto donde esta anotado. 
| American Side |                                             |          |  |
| N.º           | Título                                      | Duración |  |
| 1.            | «Kikyu Ni Notte» (気球にのって)             | 6:32     |  |
| 2.            | «Kuma» (クマ)                               | 3:57     |  |
| 3.            | «Denwasen» (電話線)                         | 2:50     |  |
| 4.            | «Tsugaru Tour» (津軽ツアー)                 | 1:58     |  |
| 5.            | «Funamachi-uta Part 2» (ふなまち唄 Part II) | 5:48     |  |

| Japanese Side |                                            |                   |            |          |  |
| N.º           | Título                                     | Letras            | Música     | Duración |  |
| 1.            | «Ooinaru Shiino-ki» (大いなる椎の木)       |                   |            | 3:15     |  |
| 2.            | «Herikoputaa» (へこりぷたぁ)               |                   |            | 3:50     |  |
| 3.            | «Futa» (風太)                              |                   |            | 1:48     |  |
| 4.            | «Oka Wo Koete» (丘を越えて)                | Yoshifumi Shimada | Masao Koga | 3:08     |  |
| 5.            | «Funamachi-uta Part 1» (ふなまち唄 Part I) |                   |            | 3:57     |  |

## Créditos y personal
Créditos adaptados desde las notas de álbum.
Músicos
- Akiko Yano – piano, clavinet, órgano Hammond, arpa, güiro, piano eléctrico, batería
- Richie Hayward – batería (1–5), percusión (1, 5), coros (4)
- Kenny Gradney – bajo eléctrico (1–5)
- Paul Barrere – guitarra eléctrica (1–5)
- Lowell George – guitarra eléctrica (1–5), shakuhachi, flauta (2)
- Sam Clayton – conga (1–5), percusión (1, 5), coros (4)
- Makoto Yano – sintetizadores (2), director de orquesta (8), coros (10)
- Hiroki Komazawa – guitarra de acero con pedal (2)
- Tatsuo Hayashi – batería (6)
- Haruomi Hosono – bajo eléctrico (6)
- Chuei Yoshikawa – guitarra acústica (7)
- Tetsurō Kashibuchi – conga (7), batería, taiko (9)
- Kisaku Katada – percusión (7)
- Ohno Ensemble – instrumentos de cuerda (7, 8)
- Kimiko Yamauchi – koto (8)
- Morio Agata – coros (9, 10)
- Hirobumi Suzuki – bajo eléctrico (9)
- Masahiro Takekawa – pipa, mandolina (9)
- Keiichi Suzuki – taiko (9)
- Mami Kikuchi – coros (10)
- Shingo Suzuki – coros, batería (10)
- Susumu Yamagami – coros, taiko, shinobue (10)